# Yara (geslacht)
Yara is een kevergeslacht uit de familie Hydroscaphidae. De wetenschappelijke naam van het geslacht  werd voor het eerst geldig gepubliceerd in 1976 door Reichardt en Hinton.

## Soorten
- Yara dybasi Reichardt & Hinton, 1976[1]
- Yara maculata Short, Joly, & García, 2010[2]
- Yara vanini Reichardt & Hinton, 1976[1]